# Miloslav Bělohlávek

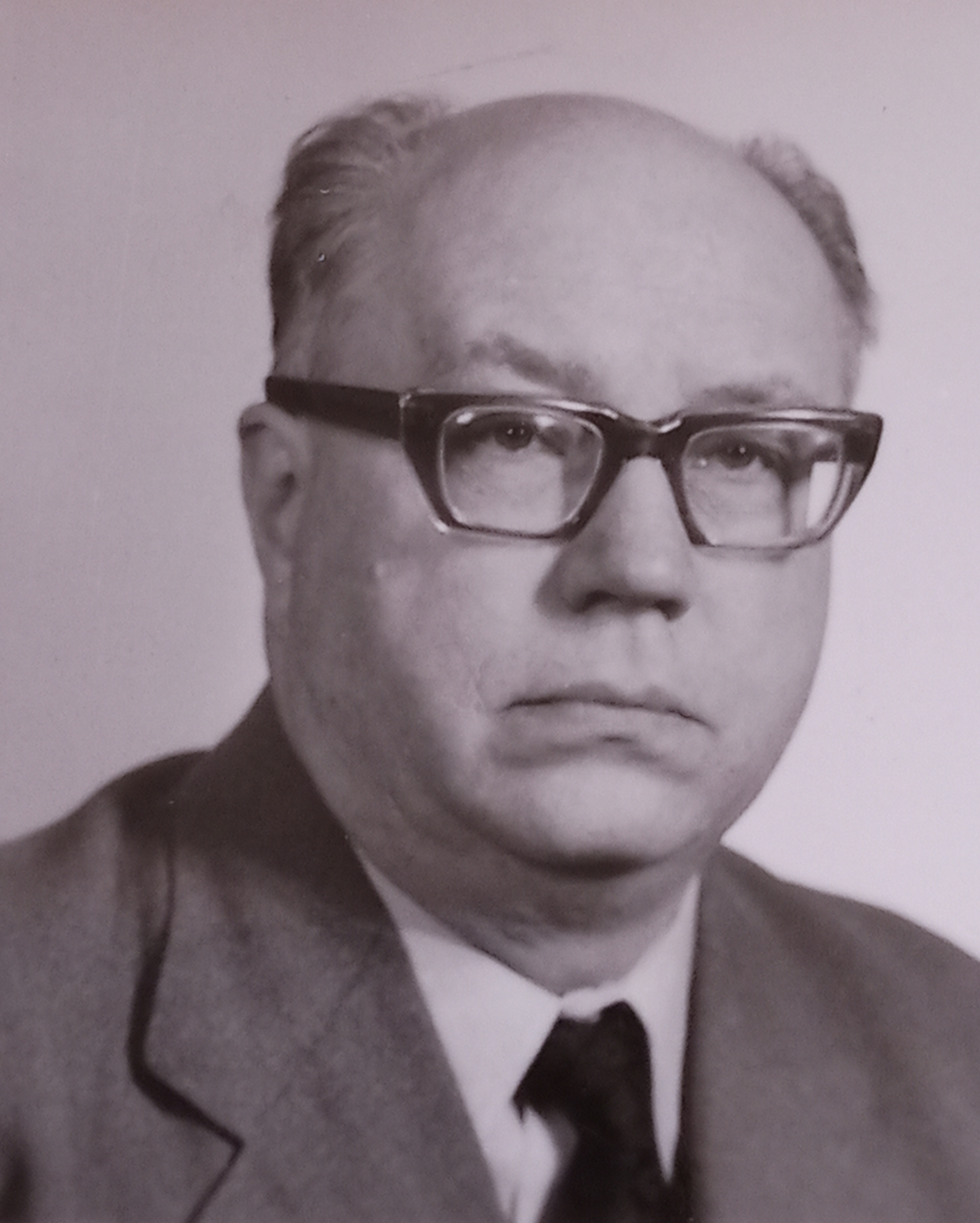
Miloslav Bělohlávek

Miloslav Bělohlávek (* 8. Oktober 1923 in Pilsen; † 28. September 2006 ebenda) war ein tschechischer Historiker und Archivar.
Bělohlávek studierte Geschichte und tschechische Sprache an der Philosophischen Fakultät der Prager Karls-Universität. 1948 absolvierte er die Staatliche Archivschule und wurde im selben Jahr Städtischer Archivar in Pilsen. Dieses Amt übte er bis zu seiner Pensionierung im Jahre 1984 aus. Bis 1951 leitete er ebenfalls das Staatliche Gebietsarchiv in Pilsen.
Bělohlávek beeinflusste mit seinem Werk maßgeblich die Aufarbeitung der Geschichte Pilsens. Er publizierte weiterhin zahlreiche Fachartikel und Publikationen zu anderen Städten in Westböhmen.

## Werke (Auswahl)
- Miloslav Bělohlávek: 1954. Městský archiv v Plzni : průvodce po archivu. Městský národní výbor, Plzeň.
- Miloslav Bělohlávek: 1954. Husitství a Plzeň. Plzeň.
- Miloslav Bělohlávek: 1957. Kniha počtů města Plzně 1524-1525 : příspěvek k hospodářství českých měst. Krajské nakladatelství v Plzni, Plzeň.
- Miloslav Bělohlávek u. a.: 1965. Dějiny Plzně. I, Od počátků do roku 1788. Západočes. nakl., Plzeň.
- Miloslav Bělohlávek: 1969. Archivnictví v západních Čechách : nástin jeho vývoje. Krajské osvětové středisko, Plzeň.
- Miloslav Bělohlávek u. a.: 1985. Hrady, zámky a tvrze v Čechách, na Moravě a ve Slezsku: Západní Čechy. Svoboda, Praha.
- Tomáš Jílek, Miloslav Bělohlávek: 1993. Příručka pro regionálně historickou práci v západních Čechách. Pedagogická fakulta Západočeské univerzity, Plzeň.
- Miloslav Bělohlávek: 1997. Plzeňská předměstí. Nava, Plzeň, ISBN 80-7211-003-9.